# Пояски (станція)
Пояски́ — проміжна залізнична станція 5-го класу Коростенської дирекції Південно-Західної залізниці на неелектрифікованій лінії Коростень — Олевськ — Сарни між станціями Діброва-Олевська (13 км) та Олевськ (12 км). Розташована в селі Пояски Коростенського району Житомирської області.

## Історія
Роз'їзд Пояски було відкрито близько 1917 року. Згодом, у 1927 році, роз'їзд перетворений на станцією.

## Пасажирське сполучення
На станції Пояски зупиняються приміські поїзди сполученням Коростень — Олевськ / Сарни. До початку 2010-х років на станції зупинялися пасажирський поїзд № 659/660 сполученням Київ — Львів, а до 2013 року — поїзд № 373/374 сполученням Київ — Берестя.